# Chris Töpperwien
Christian „Chris“ Töpperwien (* 26. Februar 1974 in Neuss) ist ein deutscher Unternehmer, Gastronom und Reality-TV-Teilnehmer.

## Vor der Auswanderung
Töpperwien erwarb 1993 die Fachhochschulreife. Danach trat er in das Imbissgeschäft seines Onkels ein und leitete ein Jahr lang eine Filiale im Kölner Kaufhof. Anschließend begann er eine Ausbildung zum Kaufmann für Bürokommunikation, die er 1996 abschloss. Im Jahr 2003 gründete er eine Werbeagentur in Köln.

## USA-Aktivitäten
2011 wanderte er in die USA aus. Töpperwiens erste Firmengründung war das Silber-Schmuck-Label „Silver Angeles“. Im Februar 2012 nahm er in Los Angeles den ersten „No.1 Currywurst Truck“ in Betrieb. Chris Töpperwien baute sein Geschäft zu einem Lizenz-System aus, jedoch war langfristig keiner der Trucks in Betrieb. Seine Wurst-City-Investoren warfen ihn zudem aus seinem Currywurstladen am Venice Beach.
Anfang 2019 veröffentlichte Bild Direkt unter #86 – Die Akte „Currywurst-Mann“ ein über 20-minütiges Podcast, in dem sich 14–15 verschiedene Menschen an die Bild-Redaktion wandten, um eine lange Kette von Beschwerden vorzubringen, unter anderem über ein illegales Gewinnspiel in Kalifornien.
Die BUNTE veröffentlichte einen Bericht mit dem Titel Von wegen Wurst-Trucks: Wie verdient Chris Töpperwien eigentlich sein Geld? und zitierte ihn darin mit TV-Aussagen wie „Ich besitze nur noch zwei von 14 Wurst-Trucks“.
Am 21. September 2018 untersagte der Staat Kalifornien Töpperwien, die Bezeichnung „Franchise“ weiterhin ohne erteilte Lizenz zu nutzen.
2019 gewann er bei der Greencard Lottery eine dauerhafte Aufenthaltsgenehmigung für die USA. Sie wurde ihm im März 2021 zugewiesen.
Seit Januar 2020 veröffentlicht die deutsche Presse, allen voran die Bild-Zeitung und RTL Television, immer mehr Details über das Leben von Christian Töpperwien. In den Berichten erhobene Vorwürfe gehen von Investorenbetrug bis zur Anstiftung der Steuerhinterziehung.
Im Januar 2023 wurden auf YouTube zwei Videos mit dem Titel: Chris Töpperwien - Der Currywurstmann - Abrechnung oder Aufklärung veröffentlicht. Der Videoinhalt zeigt Daten, Fakten, Bezugsnachweise und Quellengaben über das bisherige Geschäftsleben Töpperwiens.

## Festnahme, Untersuchungshaft und erneutes Gerichtsverfahren
Töpperwien wurde am 2. Mai 2024 am Münchener Flughafen von der Bundespolizei bei der Einreise in die Bundesrepublik Deutschland aufgrund eines europaweit ausgestellten Haftbefehls in Gewahrsam genommen. Der Vorwurf lautet auf Verdacht der Veruntreuung und Betrug.
Am 15. Mai 2024 wurde Töpperwien nach Österreich ausgeliefert, wo er nach einer Kautionszahlung von 25.000 Euro und weiteren Auflagen auf freien Fuß gesetzt wurde. Seinen Reisepass erhielt er wenige Tage nach Haftentlassung ebenfalls ausgehändigt.
Zur Aufklärung der Festnahme und zum anstehenden Gerichtsverfahren am 8. Juli 2024 beim Landesgericht Wiener Neustadt hat laut Bericht der Bild-Zeitung der YouTuber René Meinert, welcher bereits mehrere Videos über Chris Töpperwien veröffentlicht hat, mit einem seiner Youtube-Videos beigetragen. Es sei auch nicht das erste Mal, dass Töpperwien Ärger mit dem Gesetz bzw. ehemaligen Investoren habe.
Töpperwien wurde am 26. August 2024, zunächst nicht rechtskräftig, freigesprochen. Die Staatsanwaltschaft Wiener Neustadt hat am 23. Oktober 2024 das zuvor eingelegte Rechtsmittel zurückgenommen. Chris Töpperwien ist damit auch in diesem, wie in allen anderen Gerichtsverfahren vorher, rechtskräftig freigesprochen. 
Chris Töpperwien wehrte sich juristisch erfolgreich gegen die erhobenen Vorwürfe. Hier kam es in dem letztgenannten Verfahren im Nachgang zum strafrechtlichen Freispruch zu strafbewehrten Widerrufs- und Unterlassungserklärungen.

## Fernsehauftritte
2012 gehörte Töpperwien erstmals zu den Protagonisten der Doku-Soap-Reihe Goodbye Deutschland! Die Auswanderer des Fernsehsenders VOX, der mehrmals über sein Leben und seine Arbeit in Los Angeles berichtete. Entdeckt wurde er von Reportern des Sat1-Frühstücksfernsehens. Bei Dreharbeiten in der Filmmetropole erfuhren sie vom Currywurst-Truck des Kölners und begleiteten Chris Töpperwien für eine Reportage über mehrere Tage.
Neben Goodbye Deutschland! hatte Töpperwien Auftritte bei den Formaten taff, (Pro7), Abenteuer Leben Spezial (kabel eins), Frühstücksfernsehen (Sat.1), Brisant (ARD), Drehscheibe Deutschland (ZDF), Punkt 12 (RTL), Stadtgespräch (Center.TV, Köln) und bei Good Day L.A. (US-Sender Fox 11). 2016 wirkte er zusammen mit seiner damaligen Frau Magdalèna Kalley an der vierteiligen RTL-Spielshow Das Sommerhaus der Stars – Kampf der Promipaare mit; das Paar erreichte den dritten Platz.
Im Januar 2019 war Töpperwien Kandidat der dreizehnten Staffel von Ich bin ein Star – Holt mich hier raus! und belegte dort den 6. Platz. Anschließend nahm er am Dschungel-Special von Das perfekte Promi-Dinner teil.
Am 28. Januar 2019 strahlte RTL2 die Sendung In 90 Tagen zum Erfolg – Auswandern mit Chris Töpperwien aus. Darin begleitete und beriet er Personen, die mittels eines Investorenvisums in die Vereinigten Staaten auswandern wollten, und half ihnen bei der Organisation eines Visums sowie der Umsetzung einer passenden Geschäftsidee. Aufgrund niedriger Einschaltquoten wurde die Sendung jedoch zunächst auf einen späteren Sendeplatz verschoben und anschließend ganz abgesetzt. Der Stern zitierte: „Auswandern mit Chris Töpperwien – oder: Die schlechteste Doku-Soap im deutschen Fernsehen.“ Töpperwien wurde in der Sendung vorgeworfen, diese als Vorwand zu nutzen, potentielle Investoren und Teilnehmer der Sendung für ein illegales US-Franchise seines Currywursttrucks zu gewinnen.
Im September 2020 gewann Töpperwien die erste Staffel der Sat.1-Show Die Festspiele der Reality Stars – Wer ist die hellste Kerze?. 2021 nahm er an der Sat.1 Trash-TV-Show Promis unter Palmen teil, die er jedoch wegen eines Vorfalls mit Melanie Müller vorzeitig verlassen musste.
2022 war er Gast in der Sendung Ich bin ein Star – Die Stunde danach. Im selben Jahr war Töpperwien in einer VIP Folge von Nightwatch - Jenseits der Angst als Begleiter mit dabei.

## Beziehungen
Im Mai 2014 heiratete Töpperwien die ausgebildete Musical-Darstellerin Magdalèna „Magey“ Kalley. Im September 2018 gab das Paar seine Trennung bekannt. Über die Scheidung wurde im September 2019 berichtet.
Im November 2019 gab Chris Töpperwien seine Partnerschaft zu dem 15 Jahre jüngeren österreichischen Skandalmodel Magalie Berghahn bekannt. Fünf Wochen später verlobte sich das Paar, im April 2020 folgte die Trennung.
2022 heiratete Töpperwien in Los Angeles standesamtlich zum dritten Mal. Seine jetzige Frau heißt Nicole. Seit Dezember 2022 ist das Ehepaar Eltern eines in den USA geborenen Sohnes.

## Sonstiges
2016 veröffentlichte Töpperwien seine Debüt-Single There’s Nothing Like California Sun bei Xtreme Sound in Köln.
Das Künstlermanagement von Töpperwien wurde bis Juli 2019 durch den Berliner Künstlermanager und Pornofilmproduzenten Wolf Wagner (bürgerlich Christian Renz) durchgeführt. Wagners Tätigkeiten als Pornoproduzent wurden erstmals parallel zur Ausstrahlung der dreizehnten Staffel von Ich bin ein Star – Holt mich hier raus!, an der Töpperwien teilnahm, bekannt. Wagner begleitete Töpperwien zum RTL-Format. Ein Darsteller aus Wagners Produktionen erkannte diesen als Pornoproduzenten wieder und teilte dies der Presse mit. Parallel zur Beendigung des Künstlermanagement-Mandats publizierte Wagner im Juli 2019 eine Porno-Parodie über Töpperwien. Im Fokus der Parodie steht Töpperwiens Social-Media-Aktivität.
Chris Töpperwien verarbeitete seine Zeit in der Untersuchungshaft und seine dortigen Erfahrungen ein dem Buch „Holt mich hier raus! First Class in die Hölle“.